# Ezequiel Huerta Gutiérrez
José Luciano Ezequiel Huerta Gutiérrez (* 7 de enero de 1876, Magdalena, Jalisco, México – † 3 de abril de 1927, Guadalajara, Jalisco, México) fue un mártir laico de la guerra Cristera (1926-1929). Fue beatificado por el papa Benedicto XVI en el Estadio Jalisco el 20 de noviembre de 2005 en Guadalajara junto a su hermano Salvador Huerta Gutiérrez y a otros siete mártires laicos, dentro de los que destacaba el maestro Anacleto González Flores.

## Biografía
Ezequiel Huerta Gutiérrez, fue el segundo de cinco hijos del matrimonio formado por sus padres: Isaac Huerta Tomé y de Florencia Gutiérrez Oliva y vio por primera vez la luz el 7 de enero de 1876 en la población de Magdalena, Jalisco. Bautizado dos días después en la parroquia del pueblo por el Pbro. José María Rojas; un año más tarde el 21 de diciembre de 1877 fue confirmado por el arzobispo de Guadalajara, Monseñor Pedro Loza en la misma población de Magdalena Jalisco.
Su Madre, Florencia Gutiérrez, Originaria de la población vecina de Tequila, Jalisco era de carácter fuerte y dominante, emprendedora y enérgica, sin embargo también poseía muchas características dignas de las mujeres de su época ya que era generosa, noble y con un alto sentido al respeto por su esposo y su familia, dando continuos ejemplos de vida y de fe en sus creencias religiosas mismas que supo inculcar muy bien a sus cinco hijos: José del Refugio (1874), Ezequiel (1876), Eduardo (1878), Salvador (1880) y Carmen (1883).
El padre de Ezequiel, Don Isaac Huerta Tome, era de carácter arraigado, noble y comerciante, mestizo de padre 100% español y de madre indígena 100% de origen huichol, se dedicaba a transportar mercancías entre las poblaciones aledañas donde había muchas minas y la ciudad de Guadalajara, acción que le sirvió para más tarde comprar una horda de mulas y cubrir la ruta Etzatlán, Ameca, Magdalena, Guadalajara y acrecentar sus negocios, que para ese entonces ya eran varios, como una ferretería que estaba a cargo de su esposa Doña Florencia y, una tenería donde curtía pieles de animales.
Después de muchos años, ya teniendo tranquilidad económica, y ante la constante súplica de su esposa y sus hijos mayores, Don Isaac accedió a trasladar su vivienda a la capital del estado, donde llegaron para el verano de 1890 y compraron una casona por el Barrio del Santuario.
José Refugio, el mayor de los hijos del matrimonio Huerta Gutiérrez y Eduardo el tercero, ingresaron al Seminario Conciliar de donde años más tarde se ordenarían sacerdotes. Por su parte Ezequiel y Salvador el más chico de los hombres, ingresaron a estudiar la secundaria y el bachillerato en el Liceo de Varones.
Cuando José Refugio se ordenó sacerdote, la familia se tuvo que dividir, ya que su madre Doña Florencia y su hermana Carmen, acompañaron al recién ordenado sacerdote a su nueva parroquia asignada y esta fue en la región de Los Altos de Jalisco, en la población de Atotonilco el Alto, Jalisco y Don Isaac Huerta, se quedó en Guadalajara al cuidado y responsabilidad de Ezequiel y de Salvador.
Ezequiel era un excelente hijo y hermano, ayudando a su padre en los deberes diarios y ayudando también en el cuidado de su hermano menor, sin descuidar sus estudios de bachillerato ingreso a clases de música, ópera y piano con un maestro italiano de apellido Polanco, quien además educó a Ezequiel en dirección coral, acciones que en más de una ocasión le valieron varias reprimendas por parte de su madre, ya que en aquellas épocas todo lo relacionado con el teatro y las artes musicales eran poco decentes según las nobles costumbres de la sociedad mexicana.
Muy pronto sus habilidades como tenor dramático y sus conocimientos de dirección y música fueron reconocidos por sus amigos y más tarde por la misma sociedad tapatía, sobre todo sus interpretaciones que acompañaba con el órgano tubular, que no era muy común en aquellos tiempos, y dejaba perplejos a quienes lo escuchaban con su inigualable voz, lo que le valió la admiración y respeto de sus contemporáneos, que regularmente acudían a escucharlo en cuanta iglesia se presentaba, porque interpretaba de manera muy peculiar, con extremo sentimiento y fervor los cánticos religiosos, a los que se fue especializando.
Se llegó a decir que "no había función religiosa en que Ezequiel no fuera la parte más importante de la música y del canto". Llegó a formar y dirigir coros de voces blancas hasta de cuarenta elementos.
Él continuamente decía, ante los comentarios de sus amigos que lo alentaban a dedicarse profesionalmente al canto, que su voz era un don de Dios y, que sólo a Dios se la devolvía en agradecimiento.
Incluso una vez una compañía de ópera italiana que llegó para presentarse en el Teatro Degollado de la ciudad de Guadalajara, se vio en la necesidad de buscar un tenor substituto, ya que su cantante principal había enfermado de la garganta y no podía cantar; cierta gente del medio no dudó en recomendar a este joven cantor para suplirlo, e interpretar la obra Carmen, asunto que realizó magistralmente. El representante de la obra al ver el éxito que había tenido el nuevo suplente, no dudó en ofrecerle llevarlo a Europa, para que se presentara en los mejores escenarios del mundo y, contra todo pronóstico, él declinó la jugosa oferta, por sus firmes creencias religiosas. 
Era muy común escucharle decir “ No puedo servir a dos amos, a mi padre Dios le debo mi voz y, a mi padre Dios se la ofrezco.”

## Su esposa
Su esposa María Eugenia, tenía que poner a veces frenos a los desbordes idealistas de su marido, acostumbrado a trabajar tan sólo por amor al arte y por su ferviente devoción a Jesucristo y nuestra sagrada Virgen de Guadalupe. En efecto, su esposa promovería la firma de los contratos, la mayor parte por tiempo y servicios prestados, lo que garantizaría por unos días la manutención de la familia y algún que otro pequeño extra que pudiera lograrse.
Su matrimonio no fue empañado por nada. Los familiares de ella, admirados de las atenciones y muestras de cariño de su esposo, le decían: "María, otro como Ezequiel, no lo encuentras ni con cirio pascual".
En un período de 23 años la pareja tuvo diez hijos: José Ezequiel Manuel (1905); María Guadalupe (1907), quien murió a la edad de 1 año por complicaciones respiratorias, José de Jesús (1909); María del Carmen (1911); José (1913); José Ignacio (1915); María Teresa de Jesús (1918), Ezequiel de Jesús (1920) hermano jesuita, María Trinidad (1922) y María Rosalía (1925). Todos ellos recibidos con amor y educados con esmero.
Ezequiel era un buen esposo y era también óptimo padre de familia. Cuidaba personalmente de sus hijos, compartía con ellos su tiempo libre, les acercaba todo lo necesario para su manutención. Sus hijos recuerdan que nunca llegaba a su casa sin algún regalito o pequeño presente para cada uno. Ezequiel daba ejemplo diario de vida y enriquecía a sus hijos, mostrándoles las grandezas de la vida espiritual.
La familia Huerta García vivía día a día con intensidad la fe católica, y juntos asistían a la misa dominical, aunque también era costumbre que Ezequiel y María Eugenia, que acudieran en compañía de algunos de sus hijos a la primera misa del día, para que después cada quien se dedicara a sus labores diarias.
Ezequiel nunca olvidó el cariño y respeto debido a sus padres, que visitaba con frecuencia, sobre todo desde que su hermano José Refugio, ya de regreso a la ciudad de Guadalajara, siendo párroco de la comunidad del Dulce Nombre de Jesús, próximo a su domicilio, los llevó a vivir consigo.

## Toma los hábitos
El 2 de diciembre de 1923, tomó el hábito de la Tercera Orden de Penitencia de San Francisco de Asís, ya que había decidido incrementar su vida interior y, el 4 de febrero de 1925, fue admitido como profeso en esta venerable hermandad. 
Ezequiel continuamente estuvo sujeto a pruebas de fe, siempre mantuvo su inquebrantable amor por Dios; Cierto día, encontrándose en el interior del Templo de Santa Teresa de Jesús, escuchó los gritos y blasfemias de un hombre que estaba parado cerca de los confesionarios. Sin pensarlo se dirigió al sujeto y le pidió compostura; la respuesta que recibió fue una cuchillada en el abdomen. El agresor huyó pero se supo después que el atentado fue perpetrado por un músico, agraviado por el éxito de Ezequiel. Una vez recuperado en salud y dado de alta del Hospital, se dedicó nuevamente a lo suyo sin levantar demanda alguna contra su agresor. Años más tarde, el agresor le pidió perdón a Ezequiel arrepentido de sus acciones. Él jamás volvió a tocar el tema ni para contar su cercano encuentro con la muerte. 
En más de una ocasión, tuvo que contener la ambición. Varias ofertas lo tentaron a buscar horizontes artísticos mucho más amplios, pero él siempre declinó estas propuestas, pues si bien amaba su oficio, aún más lo retenía el amor a los suyos y las posibilidades de servir únicamente al culto divino.

## Se agrava el conflicto Iglesia-Estado
Para principios de 1926 los conflictos Iglesia-Estado se habían tornado en tonos más obscuros y se rumoraba que el presidente Plutarco Elías Calles pronto prohibiría el culto religioso y cerraría las iglesias. Para entonces ya se habían conformado una serie de organizaciones civiles para hacer frente al gobierno y presentar la resistencia. Algunos de ellos formaron ejércitos de militantes que pobremente armados, se enfrentaron contra las fuerzas federales. aunque contaban con algunos militares de carrera en sus filas. La mayoría de los llamados “cristeros”, no tenían conocimiento alguno de las artes militares.
A Ezequiel mucho le afectó el acoso y la intolerancia de las autoridades civiles en contra de la Iglesia católica, por lo que no dudó en apoyar, según sus posibilidades, las decisiones de los obispos y de las organizaciones católicas, y con esta intención, decidió, con aprobación de su esposa, compartir su casa, ubicada en la Calle de Independencia, con las monjas de la Orden de las Carmelitas Descalzas del Monasterio de La Hoguera, por el barrio de Mezquitán, Asimismo, aceptó convertirse en custodio de la Basílica de San Felipe Neri en tanto el culto público permaneciera suspendido.
En mayo de 1926, después de una larga y penosa enfermedad, su madre, doña Florencia Gutiérrez, murió. Ésa separación le afectó bastante, pero ésta, sería la primera de muchas pruebas que vendrían. La siguiente fue, el 31 de julio del mismo año, cuando el culto público, fue suspendido.
José Refugio y Eduardo, sus dos hermanos sacerdotes debieron ejercer su ministerio en la clandestinidad. Ezequiel perdió su trabajo. La situación parecía prolongarse indefinidamente. Entre tanto, debía asegurar la manutención de su numerosa prole. Además, sus hijos mayores, Manuel y José de Jesús, activos miembros de la Unión Popular, se incorporaron a la resistencia activa que promovía desde la capital de la república la Liga Nacional para la Defensa de las Libertades Religiosas, y se fueron como activos a pelear en la región de los Altos de Jalisco, a principios del segundo semestre de 1926.

## Ejecución
El 1º de abril de 1927, apresaron al maestro Anacleto González Flores, líder del Movimiento Civil de la Resistencia, junto a los Hermanos Jorge y Ramón Vargas, y a Luis Padilla, en el domicilio de la familia Vargas González. La noticia de su aprehensión, tormento y fusilamiento, impactaron fuertemente a la inconforme sociedad de Guadalajara. 
Ante la presión del gobierno capitalino, el General Jesús M. Ferreira, comandante en jefe de las brigadas militares en Jalisco, necesitaba seguir con la “cacería de cristeros” y ante la orden de “apresen a los Hermanos Huerta” se dio a la tarea de capturarlos, sin embargo esta orden implicaba un quíntuple error, ya que durante el conflicto se escuchaban varias versiones de los Hermanos Huerta:
- 1. Los hermanos Huerta eran José  Refugio y Eduardo, hermanos de Ezequiel y Salvador, sacerdotes activos quienes se dedicaban a dar misa clandestinamente y a mantener la resistencia civil pacífica.
- 2. Los hermanos Huerta eran también Manuel y Jesús, hijos de Ezequiel que siendo adolescentes se enlistaron en las filas cristeras y estaban en combate en la región de Los Altos, bajo el mando del famoso Catorce, mismos que habían logrado hacerse de fama ante su arrojo y valentía que varias bajas causaron en las filas enemigas.
- 3. Los hermanos Huerta también eran Ezequiel y Salvador, quienes siendo civiles se dedicaron a esconder a sacerdotes y monjitas, así como Ezequiel fue el custodio de la parroquia de San Felipe Neri para que el estado no tomara las instalaciones, y Salvador teniendo uno de los mejores talleres de torno en Guadalajara, se rumoraba que fabricaba armamento para la milicia cristera.
- 4. Otros hermanos Huerta, eran también Manuel, hijo mayor de Ezequiel y Salvador, hijo mayor de Salvador Huerta Gutiérrez, quienes por sus características fueron miembros del mismo regimiento que peleaba en la zona de los Altos. Aunque eran primos hermanos, por su parecido y por andar siempre juntos los conocían como “ Los Hermanos Huerta.“
- 5. Y por último, los hermanos Huerta eran varios de los seudónimos que usaba Jesús hijo de Ezequiel, quien estaba a cargo de la inteligencia del regimiento y con nombres falsos generalmente de apellidos “Huerta“, se encargaba de negociar la compra de armamento en la frontera.

Ante este dilema, el General Ferreira ordenó apresar a los que en ese momento estaban localizados, por ser los más vulnerables, Ezequiel y Salvador, vecinos respetables de la ciudad de Guadalajara y muy queridos por sus amigos, vecinos y familiares.
Ezequiel y su hermano Salvador, decidieron enviar al extranjero a sus hijos primogénitos Manuel, hijo de Ezequiel y a su sobrino Salvador ya que por el momento, de su hijo Jesús, que también estaba en el frente de batalla, no se sabía nada, disponiendo la salida de los jóvenes la madrugada del día siguiente.
Los hermanos Huerta Gutiérrez acudieron la noche del 1º de abril a las capillas donde eran velados los mártires. Poco antes, estando aún Ezequiel en la casa de su hermano Salvador, expresó su preocupación por los recientes acontecimientos “Salvador, ¿y si nos matan a nosotros también? ” – No te preocupes Hermano, que si llegamos a faltarles a nuestras familias, desde el cielo nos ocuparemos mejor, de sus necesidades .
Después de pasar toda la noche en los velatorios del maestro Anacleto y sus jóvenes colaboradores, Ezequiel llegó a su hogar, a eso de las 8 de la mañana, y le pidió a su esposa, María Eugenia, que fuera a rezar un rosario por la vida de sus amigos mártires; entre tanto, él cuidaría de los niños. 
Una hora después se introdujeron en la casa cinco gendarmes fuertemente armados y apostándose en el ingreso cerraron el zaguán por dentro; Ezequiel sorprendido por el arbitrario quebranto a la intimidad de su hogar, exigió una razón suficiente para justificar tamaño proceder; la respuesta de los invasores fue: “Aquí naiden sale pues, tenemos ordenes de catear esta casa que nos han dicho es guarida de cerdos cristeros”. Lo amagaron y procedieron a registrar toda la vivienda, destruyendo y robando a discreción, en medio del azoro de los niños. 
A su regreso, su esposa se dio cuenta de que algo andaba mal y abordó la situación con cautela, haciéndose pasar por una amiga de la casa, pero fue inútil; al preguntarle un gendarme que quien era ella, una de las niñas al ver a su mamá en la puerta, le gritó desde adentro “¡Mamá!, éstos hombres están rompiendo toda la casa!!. Al escuchar esto, el empistolado agarró del cuello a María Eugenia y le dijo: con que una amiga ¿eh? ¡Jálele pa’dentro!, y la aventó hacia el interior de la casa.
Las órdenes eran terminantes y debían ejecutarse sin compasión. Ezequiel ni siquiera pudo despedirse de su esposa, a quien amaba entrañablemente; en su lugar le dirigió una mirada de tristeza; su esposa María Eugenia alcanzó a decirle: "No te preocupes Ezequiel, si no nos volvemos a ver en esta vida, ya nos encontraremos en el cielo." 
Junto con Ezequiel fue igualmente hecho prisionero un joven seminarista, Juan Bernal, quien accidentalmente había llegado al domicilio poco antes, y quien sería testigo de las atrocidades de las que fueron víctimas tanto Ezequiel como Salvador. Al ser liberado este joven seminarista pocos días después, sería quien se encargaría de difundir las atrocidades a los que fueron sometidos los hermanos Huerta.
Las horas siguientes transcurrieron con rapidez. En las estrechísimas celdas de la inspección de policía, con solo una barda de por medio se encontraron Ezequiel y su hermano Salvador; se les acusaba sin materia para ello, de fabricar parque para los cristeros y de esconder a clérigos, así como recaudar fondos para la resistencia armada.
Al mediodía como a eso de las 12, la hija mayor de Salvador, mandó a su hermano pequeño de nombre Gabriel, de catorce años, a la prisión portando una canasta con algo de alimento y unas pocas frutas para los presos, misma que no pudo entregar, ya que al entrar a la comandancia le fue arrebatada por los custodios y, fue puesto en un separo de manera provisional.
Las horas de esta injusta reclusión suponían el drama, el dolor y la impotencia de dos inocentes que debían morir para servir de escarmiento a los católicos de la resistencia. El sargento Felipe Vázquez ordenó la aplicación del tormento común: suspender a los prisioneros de los dedos pulgares y azotarles las espaldas. Quería que los hermanos Huerta le dijeran, entre otras cosas, el sitio donde se ocultaban sus otros 2 hermanos: José Refugio y Eduardo Huerta Gutiérrez. Pero la verdad es que al General Jesús M. Ferreira, no le interesaba tanto el dato, sino acabar con la vida de los chivos expiatorios que había elegido.
Cuando estaban preguntando y golpeando a Ezequiel sobre estos asuntos, increíblemente salió de su boca, la melodía del himno eucarístico: Que viva mi Cristo, que viva mi Rey, que impere doquiera, triunfante su Ley. Y ante la mirada atónita de sus victimarios le dieron de golpes hasta dejarlo inconsciente, solo así lograron callarlo.
La inerte víctima, fue devuelta a su mazmorra, donde lo recibió el azorado Juan Bernal. Al recuperar el conocimiento, rezó: "Señor, ten piedad de nosotros, Cristo ten piedad de nosotros...". Sabía que su muerte era inminente y se preparaba a ella. Su última providencia fue en favor de su familia: "dígale a mi esposa -dice a Bernal- que en la bolsa secreta de mi pantalón, tapada con el fajo, traigo una moneda de 100 pesos oro, que es lo único que no me quitaron y que es lo único que les puedo dejar".
A la medianoche dejaron en libertad al niño Gabriel y subieron a Ezequiel y Salvador al vehículo donde se trasladaba a los delincuentes comunes, una como jaula, conocida como «la Julia», que así la nombraban comúnmente la gente. Con la sirena encendida recorrieron la distancia que separa la inspección de policía del Panteón de Mezquitán.
En un extremo de ese lugar aguardaba un pequeño grupo de soldados, frente a los cuales fueron colocados Ezequiel y Salvador; éste dijo a su hermano: - "Los perdonamos ¿verdad?", - "Los perdonamos", responde Ezequiel, y mirando al pelotón, entonó su canción al tono de "Que viva mi Cristo, Que viva mi Rey", cuando el sonido ensordecedor de las ráfagas silenciaron su inigualable voz.
Su hermano Salvador, ante este acto de valentía y amor de su hermano, se dirigió al sepulturero del panteón y le pidió su candelabro, miró a su hermano, y le dijo: "me descubro ante ti hermano, que ya eres un mártir"; después se puso de pie, frente al pelotón que minutos antes habían terminado con la vida de Ezequiel y se rasgó la camisa, se puso el candelabro frente a su corazón y les dijo: " les pongo esta vela para que no fallen, ante este corazón que muere por Cristo", "¡Viva Cristo Rey y Santa María de Guadalupe!" cuando una segunda ráfaga ensordecedora apagó la vida de Salvador.
Después de la ejecución, sus cadáveres fueron arrojados en una misma fosa, cavada con antelación. Esto se debió a que el General Ferreira exigía 6,000 pesos oro para entregar los cuerpos a sus deudos, una cantidad verdaderamente exagerada en aquellos tiempos y, al no haber cuerpos, evitaban así que la gente los velaran y pudieran tomar acciones contra el gobierno, por la ejecución del maestro Anacleto González Flores y de los hermanos Huerta.

## Exhumación
Tiempo después, sus restos fueron exhumados y colocados en la cripta de la familia, en el mismo panteón. En 1952 se les colocó en nichos, en la parroquia del Dulce Nombre de Jesús; posteriormente, el 20 de noviembre de 1980, se les trasladó a la capilla del Seminario de los Misioneros Javerianos, en la colonia del Carmen, en Arandas, Jalisco. Después se decidió que una parte de sus restos se trasladaran al Barrio de la Capilla de Jesús en Guadalajara y otra parte se trasladara al nuevo Santuario de los Mártires de Cristo Rey, en el cerro del Tesoro, también en Guadalajara, Jalisco.

## Beatificación
Ezequiel Huerta Gutiérrez fue beatificado por su santidad el Papa Benedicto XVI, el 20 de noviembre de 2005 junto con su hermano Salvador y 7 compañeros más de causa, Anacleto González Flores, Luis Padilla Gómez, los hermanos Jorge y Ramón Vargas González, Miguel Gómez Loza, Luis Magaña Servín y José Sánchez del Río, en el Estadio Jalisco, ante los descendientes de estos mártires jaliscienses y más de 80,000 católicos.